# Wtórna endosymbioza
Wtórna endosymbioza – proces, w którym organizm posiadający endosymbionty staje się endosymbiontem innego organizmu.
Hipoteza wtórnej endosymbiozy stosowana jest do opisu ewolucji fotosyntetyzujących protistów spoza linii ewolucyjnej Archaeplastida (obejmującej glaukofity, krasnorosty i zielenice z roślinami lądowymi). Według niej chloroplasty powstały na drodze pierwotnej endosymbiozy sinic wewnątrz wczesnych eukariontów z linii Archaeplastida, a następnie niektóre powstałe w ten sposób glony zostały endosymbiontami innych, dotąd niezdolnych do fotosyntezy organizmów. Zjawisko to zaszło niezależnie od siebie w kilku liniach rozwojowych. Szczegóły pozostają przedmiotem badań.
Według niektórych badań wtórna endosymbioza zaszła trzykrotnie – dwa razy endosymbiontami stały się zielenice (lub ich przodkowie), a gospodarze rozwinęli linię euglenin (wiciowce z supergrupy Excavata) i Chlorarachniophyta (amobokształtne pierwotniaki z supergrupy Rhizaria), raz krasnorosty, a ich gospodarzami stali się przedstawiciele supergrupy Chromalveolata – których potomkowie tworzą następujące grupy: stramenopile (m.in. okrzemki, chryzofity, brunatnice), kryptomonady, haptofity i alveolata (m.in. bruzdnice). Wspólna ścieżka endosymbiozy prowadząca do bruzdnic i innych żółto-brunatnych glonów bywa jednak podważana.
Stopień integracji endosymbionta bywa różny. Zwykle chloroplasty o takim pochodzeniu mają 4 błony (dwie pochodzące od pierwotnego endosymbionta, tj. sinicy, występujące też w zwykłych chloroplastach, jedna pochodząca od pierwotnego gospodarza i jedna pochodząca od wtórnego gospodarza, połączona z jego retikulum endoplazmatycznym. U bruzdnic nie ma tej najbardziej zewnętrznej błony. U dwóch grup – kryptomonad i Chlorarachniophyta między jedną z błon pochodzenia sinicowego a błoną pochodzącą od pierwotnego gospodarza występuje szczątkowe, ale funkcjonalne jądro komórkowe o genomie odmiennym od gospodarza wtórnego, przypominającym genom gospodarza pierwotnego, zwane nukleomorfem.